# 慈蔵
慈蔵（チャジャン、590年頃 - 658年頃）は、新羅の僧。新羅における律宗の創始者。

## 人物
父は宮中の和白（執権者の合議体）の一員であった武林（虎林公）。真骨の生れであるが任官を固辞して出家し、636年に王命によって入唐した。長安に到着後は、太宗の厚遇を受け、勝光別院に安置され、自ら願い出て終南山で3年間を過ごした。文殊菩薩の聖地である清涼山を参拝し、五台山で文殊菩薩と対話したという逸話が残されている。
643年の帰国後は武烈王を補佐し、大国統に任命されて僧尼の統制にあたり、通度寺を創建して戒壇を設け、宮中で『摂大乗論』を講義するなど戒律の定着につとめた。
また、百済に国内西部の40余りの城が奪われる国難に際して、唐に派兵を要請する上表文を作成した。また外敵撃退を願って皇龍寺址の九層塔の建立を建議したり、唐の元号の採用や、衣冠を唐風に改める衣冠制の導入に功があった。